# 尤金妮公主 (瑞典)
尤金妮公主（瑞典語：Prinsessan Eugénie，1830年4月24日—1889年4月23日），瑞典國王奧斯卡一世的獨女。
尤金妮和哥哥古斯塔夫王子的感情相當要好。兩人都熱衷於音樂，曾經一起作曲過。尤金妮於1852年感染了肺炎，同年古斯塔夫去世，受到打擊的尤金妮此後一直沒有恢復健康。在醫生的建議下，尤金妮在1860年之後的夏天都在哥得蘭島上度過。
尤金妮也是一名雕刻家，她最著名的作品是一個男孩與一隻狗的雕刻，標題是「你會說話嗎」（Kan-du-inte-tala）。

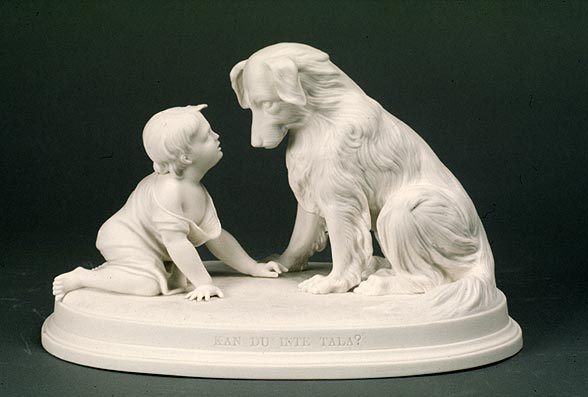
Kan-du-inte-tala

在哥得蘭島期間，尤金妮建立了許多慈善機構，包括孤兒院、醫院等。1885年，尤金妮與友人建立了哥得蘭動物保護協會（Gotlands djurskyddsförening）。
尤金妮於1889年的生日前一天去世。